# Bulbophyllum elatum
Bulbophyllum elatum là một loài phong lan thuộc chi Bulbophyllum.